# باول تانغ (قاضي صلح)
باول تانغ (بالصينية: 鄧國威) هو قاضي صلح ‏ صيني وبريطاني، ولد في 13 يناير 1956 في هونغ كونغ البريطانية في المملكة المتحدة.